# José de Freitas Ribeiro
José de Freitas Ribeiro (23 mai 1868, Cascais - 3 novembre 1929) était un officier de la marine portugaise et homme politique portugais, à l'époque de la Première République portugaise, qui entre autres fonctions, a été ministre des Colonies, dans le gouvernement d'Augusto de Vasconcelos (du 13 novembre 1911 au 16 juin 1912) et ministre de la Marine dans le gouvernement d'Afonso Costa (du 9 janvier 1913 au 9 février 1914). Il a fait partie de la Junte constitutionnelle de 1915 et a été gouverneur de l'Inde portugaise.